# نیروگاه خورشیدی مکران
نیروگاه خورشیدی مکران یک نیروگاه خورشیدی در استان کرمان است که در تاریخ ۱۳۹۶/۰۵/۰۵ توسط وزیر وقت نیرو افتتاح شد. این نیروگاه قابلیت ایجاد توانی برابر با ۲۰ مگاوات را دارا می‌باشد. برق تولیدی این نیروگاه تا ۲۰ سال به صورت تضمینی به سازمان انرژی‌های تجدیدپذیر و بهره‌وری انرژی برق فروخته شده‌است.

## مشخصات فنی
مجتمع نیروگاه‌های خورشیدی مکران در مجموع از ۷۶ هزار و ۹۱۲ پنل خورشیدی هر کدام به قدرت ۲۶۰ وات با ابعاد ۱٫۶۵ در ۱ تشکیل شده‌است. برای نصب پنل‌ها، تعداد ۲۷ هزار پایه آهنی گالوانیزه شد به طول ۱٫۵ متر درزمین کوبیده شده و بر روی آن‌ها تعداد ۱۳ هزار و ۵۰۰ سازه فولادی تعبیه شده‌است.

## مشخصات مکانی
نیروگاه خورشیدی مکران